# عبدالغفور برشنا
عبدالغفور برشنا (۱۲۸۵-۱۳۵۲) نقاش، موسیقی‌دان، طراح، درامه‌نویس و شاعر اهل افغانستان بود.
او را در کنار کسانی مثل محمد میمنگی، کریم شاه خان، غلام محی‌الدین شبنم، حفیظ پاکزاد و اکبر خراسانی از نقاشان دوران دوم طلائی رئالیسم در افغانستان می‌دانند.